# Carinhanha (gemeente)
Carinhanha is een Braziliaanse gemeente in de staat Bahia. De plaats ligt in de microregio Bom Jesus da Lapa, deel van de mesoregio Vale São-Franciscano da Bahia. De gemeente telt 30.240 inwoners op een oppervlakte van 2752 km². De plaats werd in 1832 verheven tot gemeente.
Carinhanha ligt bij de plek waar de Carinhanha uitmondt in de rivier de São Francisco.

## Verkeer en vervoer
De plaats ligt aan de radiale snelweg BR-030 tussen Brasilia en Ubaitaba. Daarnaast ligt ze aan de weg BA-161.